# Mamadou Lamine Loum
Mamadou Lamine Loum (ur. 3 lutego 1952 w Fatick) – senegalski polityk i prawnik, w latach 1998–2000 premier Senegalu.
Ukończył prawo na École nationale de la magistrature w Senegalu. Należał do Partii Socjalistycznej. Od 1977 pracował w departamencie Skarbu Państwa, awansując od stanowiska inspektora poprzez skarbnika generalnego do kierownika. Uczestniczył m.in. w rozmowach z Klubem Paryskim, które pozwoliły na rozłożenie senegalskiego zadłużenia na raty. Od czerwca 1993 do stycznia 1998 był sekretarzem stanu ds. budżetu, następnie objął tekę ministra finansów. 3 lipca 1998 mianowany na stanowisko premiera w miejsce pochodzącego z tej samej partii Habib Thiama. Większość ministrów zachowała wszakże swoje stanowiska. Partii Socjalistycznej udało się odnieść sukces w wyborach parlamentarnych w roku 1998. Mamadou Lamine Loum zakończył urzędowanie w roku 2000, zastąpił go Moustapha Niasse.